# George Dalaras
George Dalaras, anche Giorgos Dalaras; o, più correttamente, Giōrgos Ntalaras; in greco Γιώργος Νταλάρας? (Pireo, 29 settembre 1947), è un cantante e musicista greco.
Ambasciatore dell'UNHCR, è una figura di rilievo della scena musicale contemporanea greca.

## Biografia
Nato nel sobborgo popolare di Nea Kokkinia, è figlio di Loukás Darálas (Λουκάς Νταράλας), compositore, cantante e suonatore di bouzouki, figura di primaria importanza nella musica rebetiko. Ha cantato o suonato con artisti internazionali come Emma Shapplin, Paco de Lucía e Al Di Meola. 
Ha debuttato in pubblico come cantante e chitarrista all'età di quindici anni. Nel 1967 ha registrato il suo primo singolo contenente la canzone Prosmoni (Attesa), censurata dalla giunta militare che all'epoca stava per conquistare con la forza il governo della Grecia.

### Anni settanta
Pubblicò il suo primo album nel 1969: conteneva canzoni di diversi compositori. Fra di loro, Stavros Kouyioumtzis che scriverà per Dalaras numerose canzoni che renderanno celebri entrambi. La collaborazione con compositori come Apostolos Kaldaras, Manos Loizos oltre che con noti parolieri e poeti come Lefteris Papadopoulos e Manos Elefteriou hanno portato a partire dagli anni settanta ad una consacrazione sul piano artistico di questo cantante. Nel 1971, ad esempio, Dalaras riprese in una cover in lingua greca moderna la popolare canzone di Georges Moustaki Le Métèque, un brano entrato da allora stabilmente nel suo repertorio.
L'anno successivo incise l'album Mikra Asia, dedicato alla musica greca dell'Asia Minore, praticata nelle zone in cui vivevano rifugiati politici greci. Del 1974 sono invece le 18 chansons de la patrie amère, musicate da  Mikīs Theodōrakīs su poemi di Yánnis Rítsos: l'album fu pubblicato subito dopo la caduta della giunta militare dei colonnelli.
Nel 1975 Dalaras incise un album interamente dedicato al rebetiko, 50 années de rebetiko, che contribuì non solo a rivitalizzare un genere musicale a quel tempo in declino ma anche a far riscoprire alle giovani generazioni le antiche tradizioni musicali della Grecia.

### Anni ottanta
Oltre all'incisione di una quindicina di album discografici, gli anni ottanta hanno significato per Dalaras il successo come artista in grado di esibirsi live con un repertorio di canzoni greche in concerti davanti a pubblici di teatri e stadi di tutto il mondo. In particolare, nel gennaio 1983 ebbe occasione di esibirsi al teatro Orfeas di Atene in un concerto che funzionò da apripista alle due successive memorabili performance del settembre dello stesso anno allo stadio olimpico, davanti a centosessantamila spettatori, evento all'epoca inusuale, specialmente se rapportato alla canzone greca.
La partecipazione a diversi festival musicali internazionali (Cuba 1981, Europalia di Bruxelles 1982, Festival della Pace Vienna 1983, Festival della Gioventù Mosca 1985) oltre al concerto per Amnesty International di Atene 1988, gli consentì di incontrare e conoscere numerosi artisti di diversi paesi.